# فهرست قطعنامه‌های سازمان ملل متحد درباره سوریه
| سازمان ملل متحد · سوریه |
| \| قطعنامه‌های شورای امنیت \| \| ---------------------------------------------------------- \| \| منابع: نشست‌های شورای امنیت • UNBISnet • ویکی‌نبشته \| \| ۱ تا ۱۰۰ (۱۹۴۶–۱۹۵۳) \| \| ۱۰۱ تا ۲۰۰ (۱۹۵۳–۱۹۶۵) \| \| ۲۰۱ تا ۳۰۰ (۱۹۶۵–۱۹۷۱) \| \| ۳۰۱ تا ۴۰۰ (۱۹۷۱–۱۹۷۶) \| \| ۴۰۱ تا ۵۰۰ (۱۹۷۶–۱۹۸۲) \| \| ۵۰۱ تا ۶۰۰ (۱۹۸۲–۱۹۸۷) \| \| ۶۰۱ تا ۷۰۰ (۱۹۸۷–۱۹۹۱) \| \| ۷۰۱ تا ۸۰۰ (۱۹۹۱–۱۹۹۳) \| \| ۸۰۱ تا ۹۰۰ (۱۹۹۳–۱۹۹۴) \| \| ۹۰۱ تا ۱۰۰۰ (۱۹۹۴–۱۹۹۵) \| \| ۱۰۰۱ تا ۱۱۰۰ (۱۹۹۵–۱۹۹۷) \| \| ۱۱۰۱ تا ۱۲۰۰ (۱۹۹۷–۱۹۹۸) \| \| ۱۲۰۱ تا ۱۳۰۰ (۱۹۹۸–۲۰۰۰) \| \| ۱۳۰۱ تا ۱۴۰۰ (۲۰۰۰–۲۰۰۲) \| \| ۱۴۰۱ تا ۱۵۰۰ (۲۰۰۲–۲۰۰۳) \| \| ۱۵۰۱ تا ۱۶۰۰ (۲۰۰۳–۲۰۰۵) \| \| ۱۶۰۱ تا ۱۷۰۰ (۲۰۰۵–۲۰۰۶) \| \| ۱۷۰۱ تا ۱۸۰۰ (۲۰۰۶–۲۰۰۸) \| \| ۱۸۰۱ تا ۱۹۰۰ (۲۰۰۸–۲۰۰۹) \| \| ۱۹۰۱ تا ۲۰۰۰ (۲۰۰۹–۲۰۱۱) \| \| ۲۰۰۱ تا ۲۱۰۰ (۲۰۱۱–۲۰۱۳) \| \| ۲۱۰۱ تا ۲۲۰۰ (۲۰۱۳–۲۰۱۵) \| \| ۲۲۰۱ تا ۲۳۰۰ (۲۰۱۵–۲۰۱۶) \| \| ۲۳۰۱ تا ۲۴۰۰ (۲۰۱۶–۲۰۱۸) \| \| ۲۲۰۱ تا ۲۳۰۰ (۲۰۱۸–تاکنون) \| \| متن مربوطه در ویکی‌نبشته: قطعنامه‌های شورای امنیت سازمان ملل \| |
| قطعنامه‌های شورای امنیت |
| منابع: نشست‌های شورای امنیت • UNBISnet • ویکی‌نبشته |
| ۱ تا ۱۰۰ (۱۹۴۶–۱۹۵۳) |
| ۱۰۱ تا ۲۰۰ (۱۹۵۳–۱۹۶۵) |
| ۲۰۱ تا ۳۰۰ (۱۹۶۵–۱۹۷۱) |
| ۳۰۱ تا ۴۰۰ (۱۹۷۱–۱۹۷۶) |
| ۴۰۱ تا ۵۰۰ (۱۹۷۶–۱۹۸۲) |
| ۵۰۱ تا ۶۰۰ (۱۹۸۲–۱۹۸۷) |
| ۶۰۱ تا ۷۰۰ (۱۹۸۷–۱۹۹۱) |
| ۷۰۱ تا ۸۰۰ (۱۹۹۱–۱۹۹۳) |
| ۸۰۱ تا ۹۰۰ (۱۹۹۳–۱۹۹۴) |
| ۹۰۱ تا ۱۰۰۰ (۱۹۹۴–۱۹۹۵) |
| ۱۰۰۱ تا ۱۱۰۰ (۱۹۹۵–۱۹۹۷) |
| ۱۱۰۱ تا ۱۲۰۰ (۱۹۹۷–۱۹۹۸) |
| ۱۲۰۱ تا ۱۳۰۰ (۱۹۹۸–۲۰۰۰) |
| ۱۳۰۱ تا ۱۴۰۰ (۲۰۰۰–۲۰۰۲) |
| ۱۴۰۱ تا ۱۵۰۰ (۲۰۰۲–۲۰۰۳) |
| ۱۵۰۱ تا ۱۶۰۰ (۲۰۰۳–۲۰۰۵) |
| ۱۶۰۱ تا ۱۷۰۰ (۲۰۰۵–۲۰۰۶) |
| ۱۷۰۱ تا ۱۸۰۰ (۲۰۰۶–۲۰۰۸) |
| ۱۸۰۱ تا ۱۹۰۰ (۲۰۰۸–۲۰۰۹) |
| ۱۹۰۱ تا ۲۰۰۰ (۲۰۰۹–۲۰۱۱) |
| ۲۰۰۱ تا ۲۱۰۰ (۲۰۱۱–۲۰۱۳) |
| ۲۱۰۱ تا ۲۲۰۰ (۲۰۱۳–۲۰۱۵) |
| ۲۲۰۱ تا ۲۳۰۰ (۲۰۱۵–۲۰۱۶) |
| ۲۳۰۱ تا ۲۴۰۰ (۲۰۱۶–۲۰۱۸) |
| ۲۲۰۱ تا ۲۳۰۰ (۲۰۱۸–تاکنون) |
| متن مربوطه در ویکی‌نبشته : قطعنامه‌های شورای امنیت سازمان ملل |

فهرست قطعنامه‌های سازمان ملل متحد درباره سوریه فهرستی از قطعنامه‌های سازمان ملل است که بیشتر به نبردهای عرب‌ها و سوریه با اسرائیل، حضور ارتش سوریه در لبنان و جنگ داخلی سوریه مرتبط بوده است.

## قطعنامه‌ها
| قطعنامه | تاریخ           | تصویب         | محتوا                                                            |
| ------- | --------------- | ------------- | ---------------------------------------------------------------- |
| ۸۸۷     | ۲۹ نوامبر ۱۹۹۳  | با اکثریت آرا | نیروهای حافظ صلح سازمان ملل متحد                                 |
| ۹۶۲     | ۲۹ نوامبر ۱۹۹۴  | با اکثریت آرا | نیروهای حافظ صلح سازمان ملل متحد                                 |
| ۱۵۹۵    | ۷ آوریل ۲۰۰۵    | با اکثریت آرا | حضور ارتش سوریه در لبنان                                         |
| ۱۶۳۶    | ۳۱ اکتبر ۲۰۰۵   | با اکثریت آرا | ترور رفیق حریری، نخست‌وزیر سابق لبنان                             |
| ۲۰۴۲    | ۱۴ آوریل ۲۰۱۲   | با اکثریت آرا | در مورد جنگ داخلی سوریه، ارسال نیرو از طرف سازمان ملل برای نظارت |
| ۲۰۴۳    | ۲۱ آوریل ۲۰۱۲   | با اکثریت آرا | اعزام گروه نظارتی سازمان ملل به سوریه                            |
| ۲۰۵۹    | ۲۰ جولای ۲۰۱۲   | با اکثریت آرا | تمدید حضور گروه نظارتی سازمان ملل در سوریه به مدت ۳۰ روز         |
| ۲۱۱۸    | ۲۷ سبتامبر ۲۰۱۳ | با اکثریت آرا | جنگ داخلی سوریه، برای نابودی صلاح‌های شیمیایی سوریه               |
| ۲۱۳۹    | ۲۲ فوریه ۲۰۱۴   | با اکثریت آرا | جنگ داخلی سوریه، ارسال کمک‌های انسان دوستانه به سوریه             |